# Evolución de las aves
La evolución de las aves comenzó en el período Jurásico, y los primeros linajes derivaron de un clado de dinosaurios terópodos llamados Paraves. Las aves se clasifican como una clase biológica, Aves. Durante más de un siglo, el pequeño dinosaurio terópodo Archaeopteryx lithographica del período Jurásico Superior fue considerado como el ave más antigua. Las filogenias modernas ubican a las aves en el clado de dinosaurios Theropoda. Según el consenso actual, Aves y un grupo hermano, el orden Crocodilia, juntos son los únicos miembros vivos de un clado de reptiles sin clasificación, Archosauria. Cuatro linajes distintos de aves sobrevivieron al evento de extinción del Cretácico-Paleógeno hace 66 millones de años, dando lugar Paleognathae, Anseriformes, Galliformes y las Neoaves.
Filogenéticamente, Aves se define generalmente como todos los descendientes del ancestro común más reciente de una especie de ave moderna específica (como el gorrión común, Passer domesticus), y Archaeopteryx, o alguna especie prehistórica más cercana a Neornithes (para evitar los problemas causados por las relaciones poco claras de Archaeopteryx con otros terópodos). Si se utiliza la última clasificación, entonces el grupo más grande se denomina Avialae. Actualmente, la relación entre los dinosaurios no aviares, Archaeopteryx y las aves modernas todavía está en debate.

## Orígenes
Hay evidencia significativa de que las aves surgieron dentro de los dinosaurios terópodos, específicamente, que las aves son miembros de Maniraptora, un grupo de terópodos que incluye a los dromeosaurios y oviraptóridos, entre otros. A medida que se descubren más terópodos no aviares que están estrechamente relacionados con las aves, la distinción anteriormente clara entre no aves y aves se vuelve menos evidente. Esto se observó en el siglo XIX, cuando Thomas Huxley escribió:

Hemos tenido que ampliar la definición de la clase de las aves para incluir aves con dientes y aves con extremidades anteriores en forma de garras y colas largas. No hay evidencia de que Compsognathus tuviera plumas; pero, si las tuviera, sería difícil decir si debería ser llamado un ave reptil o un reptil aviar.

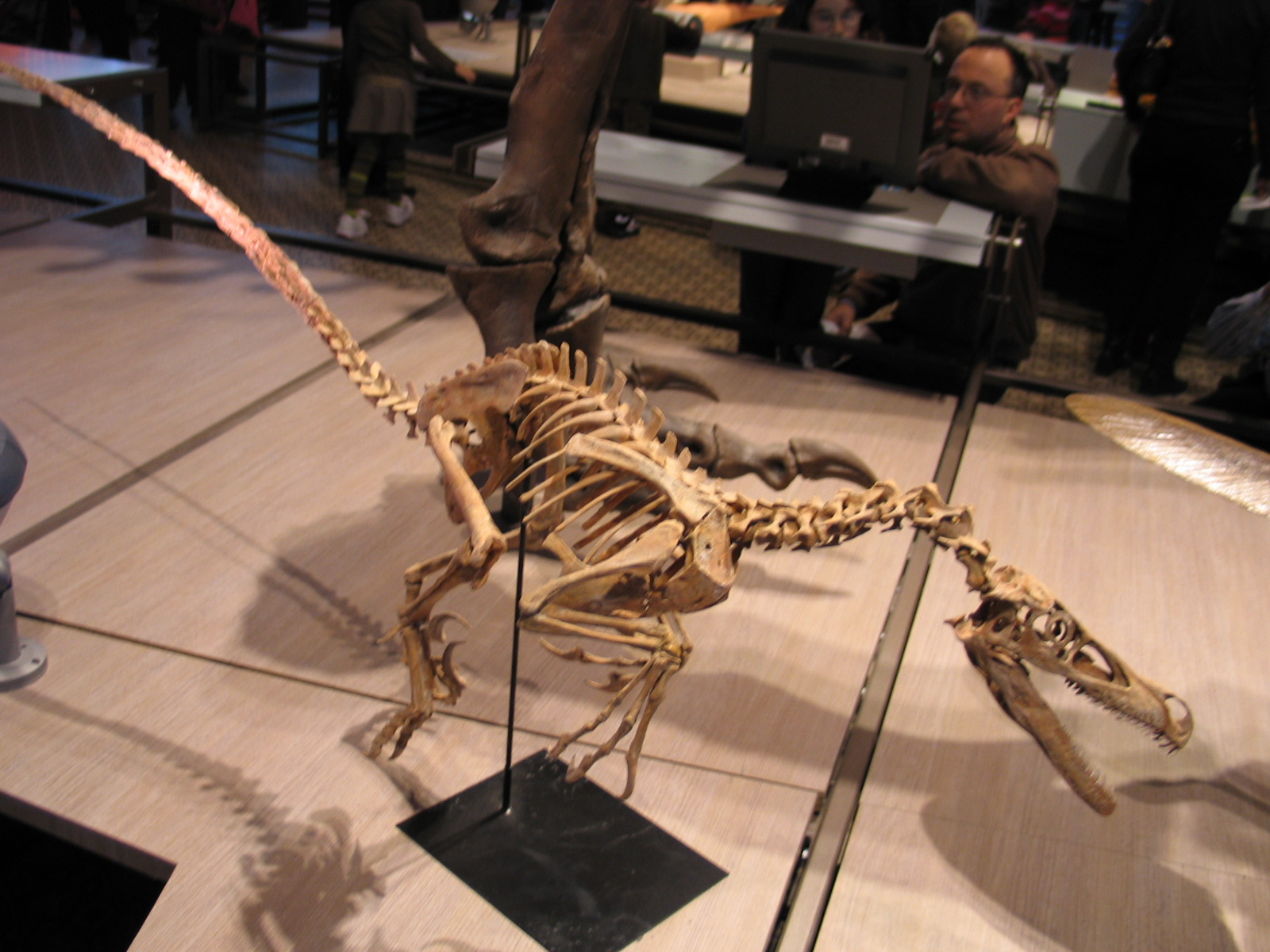
El esqueleto de un Velociraptor, que muestra el parecido cde las aves con los dinosaurios terópodos más pequeños.

Los descubrimientos en el noreste de China (provincia de Liaoning) demuestran que muchos dinosaurios terópodos pequeños tenían plumas, entre ellos el compsognátido Sinosauropteryx y el dromeosáurido microraptoriano Sinornithosaurus. Esto ha contribuido a esta ambigüedad de dónde trazar la línea entre aves y reptiles. Cryptovolans, un dromeosáurido encontrado en 2002 (que puede ser un sinónimo menor de Microraptor) era capaz de volar, poseía una quilla esternal y costillas con procesos uncinados. Cryptovolans parece ser más capacitada para el vuelo que Archaeopteryx, que carece de algunas de estas características de las aves modernas. Debido a que algunos miembros basales de Dromaeosauridae, incluido Microraptor, eran capaces de volar con motor, algunos paleontólogos han sugerido que los dromeosáuridos en realidad derivan de un ancestro volador, y que los miembros más grandes se volvieron secundariamente no voladores, reflejando la pérdida del vuelo en paleognatos modernos como el avestruz. Los descubrimientos de otros dromeosáuridos basales potencialmente capaces de volar, como Xiaotingia, han proporcionado más evidencia para la teoría de que el vuelo fue desarrollado primero en la línea de las aves por los primeros dromeosáuridos en lugar de más tarde por las aves como se suponía anteriormente.
Aunque los dinosaurios ornitisquios (con caderas de ave) comparten la misma estructura de cadera que las aves, las aves en realidad se originaron a partir de los dinosaurios saurisquios (con caderas de lagarto). Por lo tanto, llegaron a su condición de estructura de cadera de forma independiente . De hecho, una estructura de cadera similar a la de las aves también se desarrolló una tercera vez entre un grupo peculiar de terópodos, los Therizinosauridae.
Una teoría alternativa al origen dinosaurio de las aves, defendida por algunos científicos, en particular Larry Martin y Alan Feduccia, afirma que las aves (incluidos los "dinosaurios" maniraptores ) evolucionaron a partir de arcosaurios tempranos como Longisquama. Esta teoría es cuestionada por la mayoría de los demás paleontólogos y expertos en el desarrollo y evolución de las plumas.

## Aves del Mesozoico
El ave basal Archaeopteryx, del Jurásico, es bien conocido como uno de los primeros " eslabones perdidos " que se encontraron en apoyo de la evolución a fines del siglo XIX. Aunque no se lo considera un antepasado directo de las aves modernas, ofrece una representación justa de cómo evolucionó el vuelo y qué aspecto podría haber tenido la primera ave. Puede haber sido predatado por Protoavis texensis , aunque la naturaleza fragmentaria de este fósil deja abierta la duda de si se trataba de un antepasado de las aves. El esqueleto de todos los primeros candidatos a aves es básicamente el de un pequeño dinosaurio terópodo con manos largas y con garras, aunque la exquisita conservación del Solnhofen Plattenkalk muestra que Archaeopteryx estaba cubierto de plumas y tenía alas. Si bien Archaeopteryx y sus parientes pueden no haber sido muy buenos voladores, al menos habrían sido planeadores competentes, preparando el escenario para la evolución de la vida en el aire.

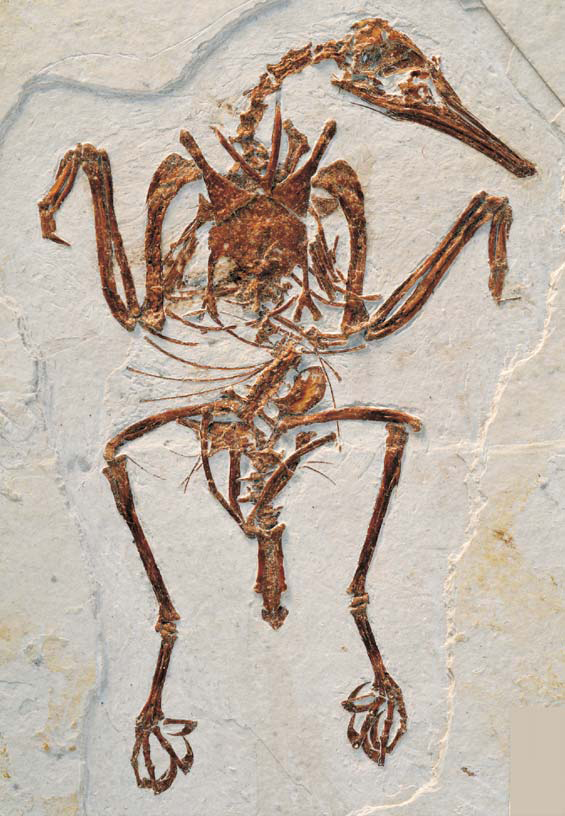
Reconstrucción de Rapaxavis pani, un ave Enantiornithes que poseía dientes.

La tendencia evolutiva entre las aves ha sido la reducción de elementos anatómicos para ahorrar peso. El primer elemento en desaparecer fue la cola ósea, que se redujo a un pigóstilo y la función de la cola fue asumida por plumas. Confuciusornis es un ejemplo de esta tendencia. Si bien mantuvo los dedos con garras, tal vez para trepar, tenía una cola pigóstila, aunque más larga que en las aves modernas. Un gran grupo de aves, los Enantiornithes, evolucionó hacia nichos ecológicos similares a los de las aves modernas y floreció durante todo el Mesozoico. Aunque sus alas se parecían a las de muchos grupos de aves modernas, conservaron las alas con garras y un hocico con dientes en lugar de un pico en la mayoría de las formas. La pérdida de una cola larga fue seguida por una rápida evolución de sus patas que evolucionaron para convertirse en herramientas altamente versátiles y adaptables que abrieron nuevos nichos ecológicos.
El Cretácico vio el surgimiento de aves más modernas con una caja torácica más rígida con una carena y hombros capaces de permitir una potente carrera ascendente, esencial para el vuelo. Otra mejora fue la aparición de un álula , utilizada para lograr un mejor control del aterrizaje o el vuelo a bajas velocidades. También tenían un pigóstilo más derivado, con un extremo en forma de reja de arado. Un ejemplo temprano es Yanornis. Muchas eran aves costeras, sorprendentemente parecidas a las aves playeras modernas, como Ichthyornis, o patos, como Gansus. Algunos evolucionaron como cazadores nadadores, como los Hesperornithiformes, un grupo de buceadores no voladores que se parecen a los somormujos y colimbos . Aunque modernos en la mayoría de los aspectos, la mayoría de estas aves conservaron dientes típicos de reptil y garras afiladas en las manos.
Las aves desdentadas modernas evolucionaron a partir de sus ancestros dentados en el Cretácico. Mientras tanto, las aves primitivas anteriores, en particular los Enantiornithes, continuaron prosperando y diversificándose junto con los pterosaurios durante este período geológico hasta que se extinguieron debido al evento de extinción masiva K-T. Todos los grupos de Neornithes desdentados, excepto unos pocos, también se vieron afectados. Los linajes de aves sobrevivientes fueron los comparativamente primitivos Palaeognathae (avestruz y sus aliados), el linaje Galloanserae y Neoaves.

## Radiación de las aves modernas
Las aves modernas se originaron durante el período Cretácico, pero mientras algunos estudios indican que fue a finales del Cretácico tardío, otros han concluído que el origen pudo darse a finales del Cretácico temprano o comienzos del Cretácico tardío, hace aproximadamente unos 100 millones de años. Se dividen en paleognatos y neognatos . Los paleognatos incluyen a los tinamús (aves parecidas a los urogallos, que se encuentran solo en América Central y del Sur) y las ratites, que hoy en día se encuentran casi exclusivamente en el hemisferio sur. Las ratites son grandes aves no voladoras e incluyen a los avestruces, ñandúes, casuarios , kiwis y emús . Las ratites son una agrupación parafilética (artificial) porque los tinamús son parte de su clado evolutivo y probablemente han perdido la capacidad de volar de forma independiente, convirtiéndose en un ejemplo de evolución convergente. Sin embargo, la evidencia sobre su evolución todavía es ambigua, en parte porque no hay fósiles no controvertidos del Mesozoico y en parte porque sus relaciones filogenéticas aún son inciertas.

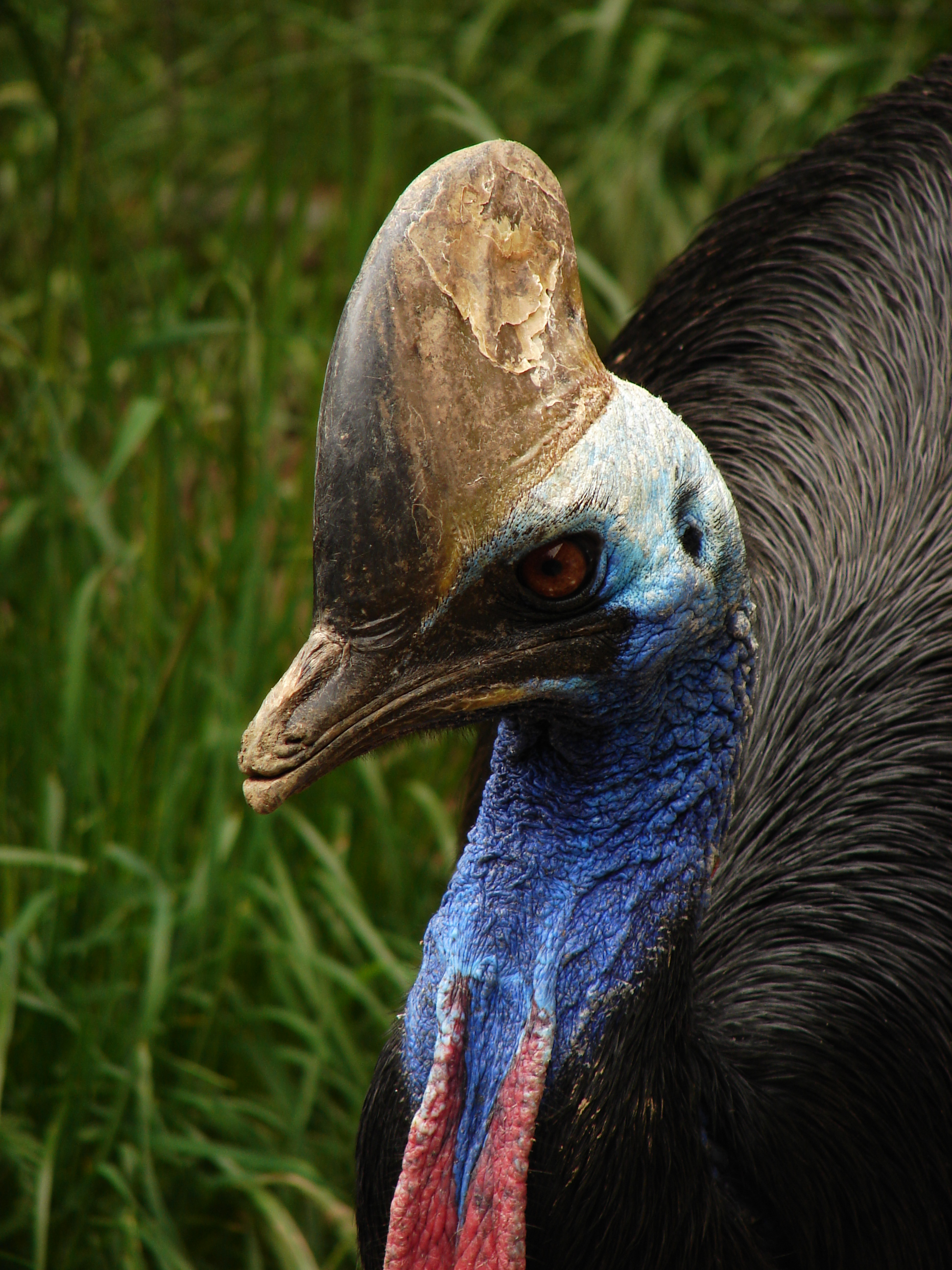
Los casuarios son especies pertenecientes al clado de los paleognatos, que junto a Galloanserae y Neoaves, son los principales linajes de aves modernas (Neornithes).

El momento de la divergencia de estos grupos principales es un tema de debate. Se acepta que las aves modernas se originaron en el Cretácico y que la división entre Galloanserae y Neoaves ocurrió antes del evento de extinción del Cretácico-Paleógeno, pero hay diferentes opiniones sobre si la radiación de los neognatos restantes ocurrió antes o después del evento de extinción. Este desacuerdo se debe en parte a una divergencia en la evidencia, con la datación molecular que sugiere una radiación del Cretácico y el registro fósil que sugiere una radiación del Paleógeno. Los últimos intentos de reconciliar la evidencia molecular y fósil estimaron el ancestro común más reciente de las aves modernas en hace 95 millones de años y la división entre Galloanseres y Neoaves en hace 85 millones de años. Cabe destacar que estos estudios muestran que la rápida proliferación de linajes en Neoaves parece coincidir con el evento de extinción del Cretácico-Paleógeno , lo que sugiere un papel para la oportunidad ecológica que estimula la diversificación después de la extinción masiva.
Por el contrario, otro estudio genómico sugiere que los Galloanserae y Neoaves divergieron alrededor del límite Cretácico Temprano-Tardío (hace 100.5 millones de años), con los paleognatos y neognatos divergiendo incluso antes (hace alrededor de 130 millones de años), y que la mayoría de los órdenes neoavianos terrestres divergieron gradualmente entre sí a lo largo del Cretácico Tardío, aproximadamente en sincronía con la radiación concurrente de las plantas con flores . Esto sugeriría que la mayoría de todos los órdenes de aves terrestres coexistieron con los dinosaurios no aviares y son sobrevivientes de la extinción K-Pg. Por el contrario, se encontró que la mayoría de las radiaciones principales de aves marinas y playeras (así como en paleognatos, a pesar de sus orígenes antiguos) solo ocurrieron después del evento de extinción K-Pg, y principalmente después del Máximo Térmico del Paleoceno-Eoceno . Esto choca con estudios previos que encontraron una radiación muy rápida de los órdenes de aves solo después de la extinción K-Pg. Los resultados de este estudio han sido cuestionados por otros investigadores, debido a la falta de evidencia fósil que respalde sus conclusiones.
Las aves que sobrevivieron a la extinción del final del Cretácico probablemente vivían en el suelo (no arbóreas) y por lo tanto persistieron a pesar de la destrucción mundial de los bosques.
Un análisis de la variación de las tasas de diversificación a través del tiempo reveló además un efecto potencial del clima en las tasas de diversificación evolutiva en las aves en las que la generación de nuevos linajes se acelera durante los períodos de enfriamiento global. Esto puede ser el resultado del enfriamiento climático que fragmenta los biomas tropicales y produce una especiación alopátrica generalizada , además de un efecto de algunos linajes que se diversifican en los biomas áridos y fríos en expansión.
La evolución del cráneo de las aves se desaceleró en comparación con la evolución de sus predecesores dinosaurios después del evento de extinción masiva del Cretácico-Paleógeno, en lugar de acelerarse como a menudo se cree que causó la diversidad de formas craneales de las aves modernas.

## Clasificación de las especies modernas

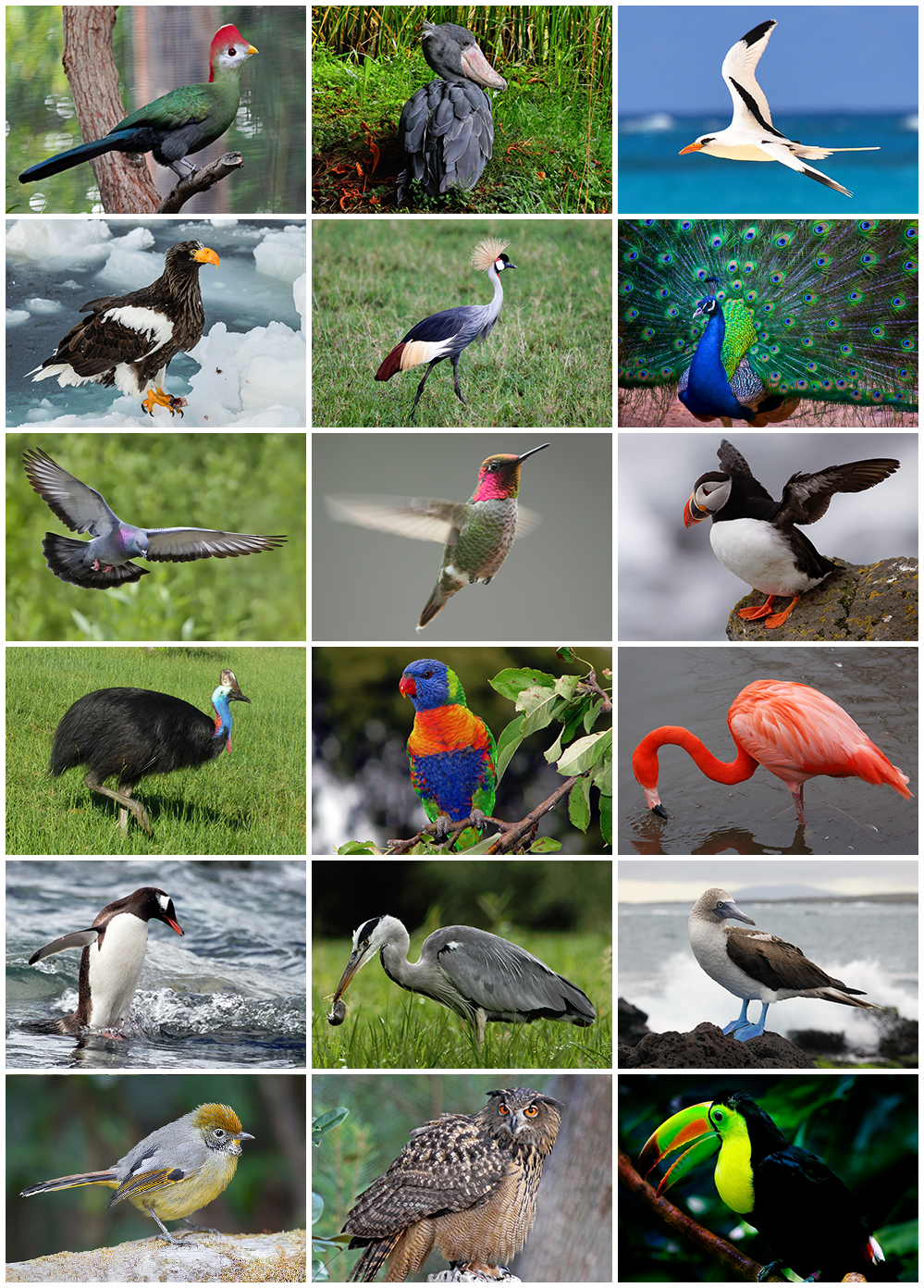
La diversidad de las aves modernas

La clasificación filogenética de las aves es un tema polémico. La obra de Sibley y Ahlquist, "Phylogeny and Classification of Birds (1990)", es un trabajo fundamental en la clasificación de las aves (aunque frecuentemente debatido y revisado constantemente). Una preponderancia de evidencia sugiere que la mayoría de los órdenes de aves modernas constituyen buenos clados. Sin embargo, los científicos no están de acuerdo en cuanto a las relaciones precisas entre los clados principales. La evidencia de la anatomía de las aves modernas, los fósiles y el ADN se han utilizado para resolver el problema, pero no ha surgido un consenso sólido.
Históricamente, las características estructurales y los registros fósiles han proporcionado suficientes datos para que los sistemáticos formulen hipótesis sobre las relaciones filogenéticas entre las aves. Las imprecisiones en estos métodos son el principal factor que explica la falta de conocimiento exacto sobre los órdenes y familias de aves. La expansión del estudio de la secuenciación de ADN generada por computadora y la filogenética generada por computadora ha proporcionado un método más preciso para clasificar las especies de aves, aunque el estudio de los datos de ADN solo puede llegar hasta cierto punto y aún quedan preguntas sin respuesta.

## Tendencias evolutivas actuales en las aves
La evolución generalmente ocurre a una escala demasiado lenta para que la puedan observar los seres humanos. Sin embargo, actualmente las especies de aves se están extinguiendo a un ritmo mucho mayor que cualquier posible especiación u otra generación de nuevas especies. La desaparición de una población, subespecie o especie representa la pérdida permanente de una serie de genes.
Otra preocupación con implicaciones evolutivas es un aumento sospechado de la hibridación. Esto puede surgir de la alteración humana de los hábitats que permite que especies alopátricas relacionadas se superpongan. La fragmentación de los bosques puede crear extensas áreas abiertas, conectando parches previamente aislados de hábitat abierto. Las poblaciones que estuvieron aisladas durante el tiempo suficiente para divergir significativamente, pero no lo suficiente como para ser incapaces de producir descendencia fértil, pueden ahora estar cruzándose entre sí tan ampliamente que la integridad de la especie original puede verse comprometida. Por ejemplo, los numerosos colibríes híbridos que se encuentran en el noroeste de América del Sur pueden representar una amenaza para la conservación de las distintas especies involucradas.
Varias especies de aves han sido criadas en cautiverio para crear variaciones de especies silvestres. En algunas aves, esto se limita a variaciones de color, mientras que otras son criadas para producir más huevos o carne, para no poder volar u otras características.
En diciembre de 2019 se publicaron en Ecology Letters los resultados de un estudio conjunto del Museo Field de Chicago y la Universidad de Míchigan sobre los cambios en la morfología de las aves. El estudio utiliza cadáveres de aves que murieron como resultado de colisiones con edificios en Chicago, Illinois, desde 1978. La muestra está compuesta por más de 70.000 especímenes de 52 especies y abarca el período de 1978 a 2016. El estudio muestra que la longitud de los huesos de la parte inferior de las patas de las aves (un indicador del tamaño del cuerpo) se acortó en un promedio del 2,4% y sus alas se alargaron en un 1,3%. Los hallazgos del estudio sugieren que los cambios morfológicos son el resultado del cambio climático, lo que demuestra un ejemplo de cambio evolutivo siguiendo la regla de Bergmann.